# Балтэзерс (Гаркалнский край)
Ба́лтэзерс (латыш. Baltezers) — населённый пункт (село) в Гаркалнском крае Латвии. Расположен на автодороге A1, в 4 км от краевой думы в Берги и в 15 км от центра Риги. Основная часть села находится на юго-восточном берегу озера Лиелайс-Балтэзерс, граничит на западе с селом Приедкалне, а на севере — с селом Балтэзерс Адажского края. Кроме того, в состав населённого пункта входят три обособленные части, лежащие на восточном берегу озера Мазайс-Балтэзерс.
По данным на февраль 2019 года, в населённом пункте проживало 594 человека. Действует центр здоровья «Балтэзерс», гостиница.

## История
Застройка на берегу озера Лиелайс-Балтэзерс начала формироваться ещё до Первой мировой войны. Интенсивное развитие началось в 1950—1960-х годах, когда несколько бывших дач были приспособлены под детский туберкулёзный санаторий «Балтэзерс». На незатопляемых участках к юго-западу от санатория выделялись участки под частную застройку. В 2000-е годы началась застройка и более низменных участков.
До 1 июля 2009 года село входило в состав Рижского района.